# Joseph Jung
Joseph Jung (* 1955 in Ramsen) ist ein Schweizer Historiker und Publizist.

## Leben und Werk
Jung studierte Schweizer Geschichte, Neuere Allgemeine Geschichte, Rechtsgeschichte und Germanistik an der Universität Freiburg im Üechtland, wo er 1987 mit einer Dissertation über die «Katholische Jugendbewegung in der deutschen Schweiz» bei Urs Altermatt promovierte. 1998 habilitierte er sich an der ETH Zürich und war dort bis 2006 Privatdozent. Von 2001 bis 2012 gab er Lehrveranstaltungen an der Universität Freiburg, wo er Titularprofessor ist. Seit 2014 ist er als Lehrbeauftragter und Gastprofessor an verschiedenen Hochschulen tätig, etwa an der Universität St. Gallen. Neben seiner wissenschaftlichen Tätigkeit war Jung Geschäftsführer und Leiter Forschung der Alfred Escher-Stiftung (2006 bis 2016) und u. a. Gründungsgeschäftsführer und Mitglied des Stiftungsrates der gemeinnützigen Stiftungen Accentus, Empiris, Symphasis (2000 bis 2016). Er hat weiterhin Führungsfunktionen in verschiedenen Stiftungen und Institutionen inne. So ist er Geschäftsführer der Ulrico Hoepli-Stiftung. Bis Ende 2014 war Jung jahrelang Chefhistoriker der Credit Suisse. Seit 2015 führt er in Walchwil ein Beratungsunternehmen in den Bereichen Wirtschaft, Gesellschaft, Kultur und Geschichte. Er ist Mitglied in verschiedenen wissenschaftlich-gesellschaftspolitischen Vereinigungen.
Jung hat zahlreiche Bücher zur Wirtschafts- und Kulturgeschichte der Schweiz publiziert. Mit seinen Biographien von Alfred Escher und von Lydia Welti-Escher erzielte er Bestseller und wurde hierfür mehrfach ausgezeichnet.

## Kritik
Im Zusammenhang mit seinen Publikationen über Alfred Escher wurde Jung vom Journalisten und ehemaligen Chefredaktor des Tages-Anzeigers Res Strehle kritisiert, weil er die Verstrickungen von Alfred Escher und seinem Vater Heinrich Escher in die Sklavenhalter-Wirtschaft leugne. Strehle publizierte eine Liste von Sklaven auf der Escher-Kaffeeplantage «Buen Retiro» in Kuba mit ihrem Schätzwert; dann zitiert Strehle Jung wie folgt: «Weder er [Alfred Escher] noch sein Vater waren Sklavenhalter auf Kuba.» Nachweise für die Sklavenhalter-Geschäfte der Familie Escher hatte bereits der Historiker und Buchautor Willi Wottreng in seinem Werk Lydia Welti-Escher. Eine Frau in der Belle Epoque geliefert.
Strittig ist auch ein für die Interpretation der Protagonistin wesentlicher Punkt in Joseph Jungs Darstellung über Lydia Welti-Escher. Während gemäss Jungs Biographie Welti-Escher nach ihrer Internierung in der Römer psychiatrischen Klinik und nach ihrer Rückkehr in die Schweiz erneut in der psychiatrischen Klinik Königsfelden «untersucht» worden sein soll und sich dort aufgehalten habe, erklärt Biograph Willi Wottreng, für einen weiteren Aufenthalt in Königsfelden gebe es keine Quellen. Dies sei wichtig, weil es zeige, dass Lydia Welti-Escher sich dem Willen ihres Ehemanns und ihres Schwiegervaters widersetzt habe. Wottreng erklärt, Welti-Escher sei eben nicht nur als Opfer zu betrachten, sondern sie sei eine «adlige Feministin».

## Weitere Forschungstätigkeit
Jung ist ebenfalls Herausgeber von Sammelbänden zu aktuellen und historischen gesellschaftspolitischen Themen, etwa 2016 über den langjährigen IKRK-Präsidenten Cornelio Sommaruga oder 2015 über den Psychiater und Depressionsforscher Daniel Hell.
Zu seinen Forschungsgebieten und publizistischen Schwerpunkten zählen (Auswahl):
- Die Schweiz nach 1848 und der Wirtschaftsliberalismus
- Pioniere und Unternehmer in der Schweiz
- Eisenbahngeschichte der Schweiz im 19. Jahrhundert
- Kultur- und Kunstpolitik der Schweiz (19./20. Jahrhundert)
- Der Banken- und Versicherungsplatz Schweiz (19./20. Jahrhundert)
- Biographien wirtschafts- und kulturpolitischer Persönlichkeiten
- Interdisziplinäres Projekt: Edition von rund 5'000 Briefen von/an Alfred Escher als Panorama der Schweiz des 19. Jahrhunderts

## Veröffentlichungen
als Herausgeber (Auswahl)
- Im weltweiten Einsatz für Humanität. Cornelio Sommaruga. Präsident des IKRK 1987–1999. Reden und Vorträge. NZZ Libro, Zürich 2016, ISBN 978-3-03810-158-1.
- mit Matthias Mettner: Das eigene Leben – jemand sein dürfen, statt etwas sein müssen. Dialog mit Daniel Hell. Verlag Neue Zürcher Zeitung, Zürich 2015, ISBN 978-3-03810-101-7.
- Alfred Eschers Briefwechsel 1866–1882. Private Eisenbahngesellschaften in der Krise, Gotthardbahn, politische Opposition. Mit Beiträgen von Claudia Aufdermauer, Basil Böhni, Lisa Bollinger, Bruno Fischer, Josef Inauen, Joseph Jung, Björn Koch und Vincent Pick. (= Alfred Escher. Briefe. Ein Editions- und Forschungsprojekt der Alfred Escher-Stiftung. Band VI). Zürich 2015, ISBN 978-3-03810-034-8.
- Schweizer Erfolgsgeschichten. Pioniere, Unternehmen, Innovationen (= Schweizer Pioniere der Wirtschaft und Technik. Band 100). Verlag Neue Zürcher Zeitung, Zürich 2013, ISBN 978-3-03823-851-5.
- Alfred Eschers Briefwechsel 1852–1866. Wirtschaftsliberales Zeitfenster, Gründungen, Aussenpolitik. Mit Beiträgen von Claudia Aufdermauer, Bruno Fischer, Joseph Jung, Björn Koch, Katrin Rigort und Sandra Wiederkehr. (= Alfred Escher. Briefe. Ein Editions- und Forschungsprojekt der Alfred Escher-Stiftung. Band V). Zürich 2013, ISBN 978-3-03823-853-9.
- Alfred Eschers Briefwechsel 1848–1852. Aufbau des jungen Bundesstaates, politische Flüchtlinge und Neutralität. Bearbeitet und kommentiert von Sandra Wiederkehr. (= Alfred Escher. Briefe. Ein Editions- und Forschungsprojekt der Alfred Escher-Stiftung. Band IV). Verlag Neue Zürcher Zeitung, Zürich 2012, ISBN 978-3-03823-723-5.
- Alfred Eschers Briefwechsel 1843–1848. Jesuiten, Freischaren, Sonderbund, Bundesrevision. Bearbeitet und kommentiert von Björn Koch. (= Alfred Escher. Briefe. Ein Editions- und Forschungsprojekt der Alfred Escher-Stiftung. Band III). Verlag Neue Zürcher Zeitung, Zürich 2011, ISBN 978-3-03823-703-7.
- Alfred Eschers Briefe aus der Jugend- und Studentenzeit (1831–1843). Bearbeitet und kommentiert von Bruno Fischer (= Alfred Escher. Briefe. Ein Editions- und Forschungsprojekt der Alfred Escher-Stiftung. Band II). Verlag Neue Zürcher Zeitung, Zürich 2010, ISBN 978-3-03823-628-3.
- Alfred Escher zwischen Lukmanier und Gotthard. Briefe zur schweizerischen Alpenbahnfrage 1850–1882. Bearbeitet und kommentiert von Bruno Fischer, Martin Fries und Susanna Kraus. Mit Beiträgen von Joseph Jung und Helmut Stalder (= Alfred Escher. Briefe. Ein Editions- und Forschungsprojekt der Alfred Escher-Stiftung, Band I). Verlag Neue Zürcher Zeitung, Zürich 2008, ISBN 978-3-03823-379-4.
- Der Bockenkrieg 1804. Aspekte eines Volksaufstandes. Unter Mitarbeit von Michael Hess. Verlag Neue Zürcher Zeitung, Zürich 2004, ISBN 3-03823-103-7.
- Credit Suisse Group Banks in the Second World War. A critical Review. With a preface of Lukas Mühlemann. Neue Zürcher Zeitung Publishing, Zürich 2002, ISBN 3-85823-985-2.
- Zwischen Bundeshaus und Paradeplatz. Die Banken der Credit Suisse Group im Zweiten Weltkrieg. Studien und Materialien. Verlag Neue Zürcher Zeitung, Zürich 2001, ISBN 3-85823-907-0.
- Ulrico Hoepli 1847–1935. Buchhändler, Verleger, Antiquar, Mäzen. Mit einem Geleitwort von Bundesrat Flavio Cotti. Verlag Neue Zürcher Zeitung, Zürich 1997, ISBN 3-85823-689-6.

als Autor von Büchern (Auswahl)
- Das Laboratorium des Fortschritts. Die Schweiz im 19. Jahrhundert. 2. Aufl. NZZ Libro, Zürich 2020, ISBN 978-3-03810-435-3.
- Hans Künzi. Operations Research und Verkehrspolitik. NZZ Libro, Zürich 2017, ISBN 978-3-03810-285-4.
- Alfred Escher 1819–1882. Aufstieg, Macht, Tragik. 6. Aufl. Verlag Neue Zürcher Zeitung NZZ Libro, Zürich 2017, ISBN 978-3-03823-876-8.
- Lydia Welti-Escher (1858–1891). Biographie. 5. Aufl. Verlag Neue Zürcher Zeitung NZZ Libro, Zürich 2016, ISBN 978-3-03823-852-2.
  - Lydia Welti-Escher (1858–1891). Biographie. Quellen, Materialien und Beiträge. Stark erweiterte Neuausgabe. Verlag Neue Zürcher Zeitung, Zürich 2009, ISBN 978-3-03823-557-6.
- Switzerland’s success story. The life and work of Alfred Escher (1819–1882). Verlag Neue Zürcher Zeitung, Zürich 2015, ISBN 978-3-03810-051-5.
- Alfred Escher. Il fondatore della Svizzera moderna. Armando Dadò Editore, Locarno 2013, ISBN 978-88-8281-369-7.
- Lydia Welti-Escher (1858–1891). Biographie. Verlag Neue Zürcher Zeitung NZZ Libro, Zürich 2013, ISBN 978-3-03823-852-2.
- Alfred Escher. Un fondateur de la Suisse moderne. presse polytechniques et universitaires romandes, Lausanne 2012, ISBN 978-2-88074-972-9.
- Rainer E. Gut. Die kritische Grösse. NZZ Libro, Zürich 2007, ISBN 978-3-03823-397-8. (Autobiografie, mit einem Geleitwort von Oswald Grübel). Buchauszug (Memento vom 19. Oktober 2007 im Internet Archive) (PDF; 253 kB)
- Von der Schweizerischen Kreditanstalt zur Credit Suisse Group. Eine Bankengeschichte. 2. Aufl. Verlag Neue Zürcher Zeitung, Zürich 2000, ISBN 3-85823-815-5.
- Die Winterthur. Eine Versicherungsgeschichte. Verlag Neue Zürcher Zeitung, Zürich 2000, ISBN 3-85823-854-6.
- Das imaginäre Museum. Privates Kunstengagement und staatliche Kulturpolitik in der Schweiz. Die Gottfried Keller-Stiftung 1890–1922. Verlag Neue Zürcher Zeitung, Zürich 1998, ISBN 3-85823-681-0.

als Autor von Essays (Auswahl)
- Das helvetische Weltwunder. Wie die Schweiz von einem Land, das den Anschluss verloren hatte, zu einem modernen Staat wurde: die Geschichte der Gotthardbahn, in der ein gewisser Alfred Escher die Rolle seines Lebens spielte. In: Bulletin (Bankmagazin der Credit Suisse). Nr. 2, 2016, S. 21–24.
- To beautify and ornament Zurich. Credit Suisse’s head office on Paradeplatz. In: bulletin (Magazin von The European Association for Banking and Financial History e. V.) 2016, S. 135–137.
- Projekt Schweiz oder der «Spirit of 48». Separatdruck. Zürich 2014.
- Zürichs Herrscher und der Asylant. In: Neue Zürcher Zeitung. 13. Juni 2013, Sonderbeilage Wagner Festspiele, Zürich 2013.
- Das wirtschaftsliberale Zeitfenster des jungen Bundesstaates begründet die Erfolgsgeschichte Schweiz. In: Joseph Jung (Hrsg.): Schweizer Erfolgsgeschichten. Pioniere, Unternehmen, Innovationen (= Schweizer Pioniere der Wirtschaft und Technik. Band 100). Verlag Neue Zürcher Zeitung, Zürich 2013, ISBN 978-3-03823-851-5.
- Schweizer Revolutionär. In: Schweizer Monat. 11/2013, Aargau 2013.
- Imagination und Illuminierung. Gedanken zur Schweiz, zur Bergmalerei und zu Valentin Roschachers Alpenpanorama. In: Renato  Compostella, Res Perrot (Hrsg.): Valentin Roschacher. Die Schweizer Alpen. Ölbilder 2000–2013. Benteli Verlag, Sulgen 2013, ISBN 978-3-7165-1772-7.
- Verbrüderung für eine neue Schweiz. In: Weltwoche. 22/2011, Zürich 2011.